# Batalla de Spicheren
La batalla de Spicheren, también conocida como batalla de Forbach, fue un conflicto militar ocurrido el 6 de agosto de 1870, en el marco de la guerra franco-prusiana. La victoria alemana forzó a los franceses a retirarse hasta las defensas de Metz.
El enfrentamiento no había sido planeado por el Generalfeldmarschall Moltke, quien deseaba mantener al ejército del Mariscal francés Bazaine en el río Sarre hasta que pudiese atacar con el II Ejército al frente, el I recostado sobre el flanco izquierdo, y con el III cerrándose hacia la retaguardia. El anciano general alemán Karl von Steinmetz realizó un movimiento excesivo e impulsivo, llevando al I Ejército hacia el sur de su posición, en el río Mosela, en dirección directa al pueblo de Spicheren; esta maniobra aisló al príncipe Federico Carlos de su caballería de avanzada.
Mientras que el ejército francés liderado por Patrice MacMahon combatía contra el III Ejército Alemán en la batalla de Wörth, el I Ejército Alemán al mando de Steinmetz avanzó hacia el oeste desde Saarbrücken y atacó al II Cuerpo Francés del general Frossard, que se había fortificado entre Spicheren y Forbach.
Los franceses consiguieron contener al I Ejército alemán, pero cuando el II Ejército del príncipe Federico Carlos de Prusia llegó en auxilio de sus compatriotas, los galos fueron vencidos. Las bajas alemanas resultaron relativamente elevadas debido a la falta de un plan y a la eficacia de los fusiles Chassepot franceses. Frossard se retiró a Metz, donde planeó retroceder hasta la fortaleza de Verdun, pero fue atacado nuevamente por Steinmetz en la batalla de Borny-Colombey.